# Szlovénia himnusza
A Zdravljica („Pohárköszöntő”) Szlovénia nemzeti himnusza. Szövege France Prešeren (1800–1849) azonos című költeményének hetedik versszaka, amelyet Stanko Premrl (1880–1965) zenésített meg. 1991 óta Szlovénia nemzeti himnusza. A himnusz első sora feltűnik a szlovén verésű 2 eurós érmén is.

## A himnusz szövege

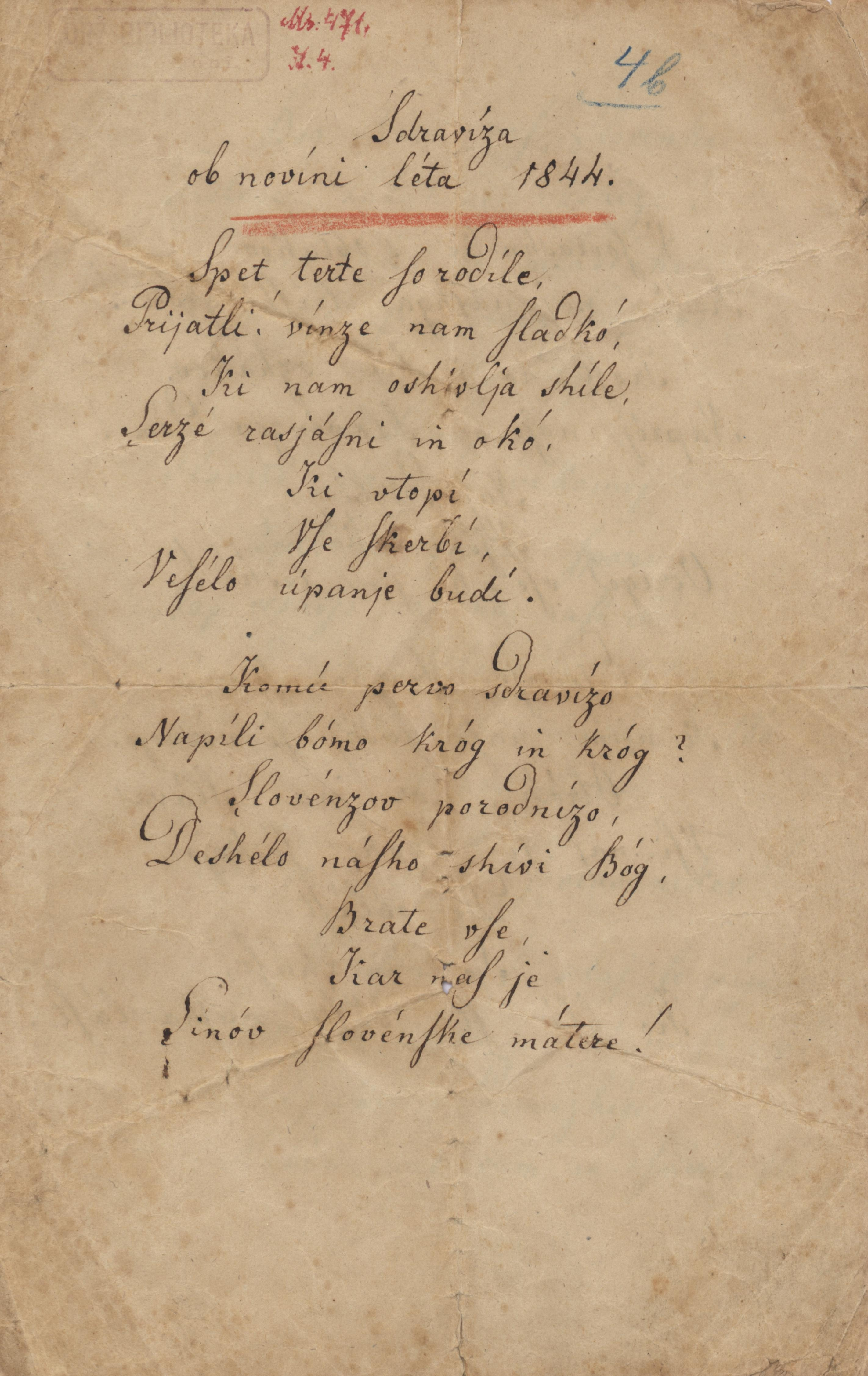
A himnusz kézirata

Žive naj vsi narodi, 

ki hrepene dočakat’ dan, 

da, koder sonce hodi, 

prepir iz sveta bo pregnan; 

da rojak 

prost bo vsak 

ne vrag, le sosed bo mejak!

## Magyar fordítás
A szlovén himnusz magyar fordítását Tandori Dezső készítette.
Éljenek mind a népek,

kik várják a nagy napot,

mely a földkerekségnek

hoz békésebb virradatot.

Mennyi rab

lesz szabad

és jó szomszéd a nap alatt!

## Külső hivatkozások
- A himnusz eredeti kottája (PDF)
- A teljes eredeti vers (France Prešeren: Zdravljica)
- A himnusz (MP3)